# Nigel Bruce (nobile)

Stemma del clan Bruce.

Nigel Bruce, anche Neil o Niall de Brus (Carrick, 1279 – Berwick-upon-Tweed, settembre 1306), è stato un nobile scozzese.

## Biografia

### Origini
Era un figlio minore di Robert Bruce, VI signore di Annandale e Marjorie, Contessa di Carrick.
Poco si sa della sua vita prima del 1306, quando suo fratello Robert si ribellò al potere inglese e si proclamò re di Scozia come Roberto I.

### Guerra e morte
Allo scoppio della guerra contro Edoardo I d'Inghilterra Nigel era castellano di Kildrummy, e dovette resistere ad un lungo assedio nemico. Dopo aver cercato di far fuggire le parenti rifugiate al castello con lui (tra cui le sorelle Mary e Christina e la moglie e la figlia di Roberto I), fu costretto alla resa nel settembre 1306 e Kildrummy venne devastata.
Edoardo non ebbe alcuna pietà: i prigionieri scozzesi, tra cui Nigel, furono portati a Berwick-upon-Tweed e uccisi tramite impiccagione, sventramento e squartamento dopo pochi giorni. Altri due fratelli di Nigel, Thomas e Alexander, subirono la stessa sorte l'anno successivo.

## Ascendenza
|                                       |                    |                                                 | Genitori                                   |  |  | Nonni |  |  | Bisnonni                              |  |  | Trisnonni                               |  |
|                                       |                    |                                                 |                                            |  |  |       |  |  | Robert Bruce, IV Signore di Annandale |  |  | William Bruce, III Signore di Annandale |  |
|                                       |                    |                                                 |                                            |  |  |       |  |  | Robert Bruce, IV Signore di Annandale |  |  | William Bruce, III Signore di Annandale |  |
|                                       |                    | Christina                                       |                                            |  |  |       |  |  | Robert Bruce, IV Signore di Annandale |  |  |                                         |  |
| Robert Bruce, V Signore di Annandale  |                    |                                                 |                                            |  |  |       |  |  | Robert Bruce, IV Signore di Annandale |  |  |                                         |  |
|                                       |                    | Isobel di Huntingdon                            | Davide di Scozia                           |  |  |       |  |  |                                       |  |  |                                         |  |
|                                       |                    | Isobel di Huntingdon                            | Davide di Scozia                           |  |  |       |  |  |                                       |  |  |                                         |  |
|                                       |                    | Isobel di Huntingdon                            | Matilda di Chester                         |  |  |       |  |  |                                       |  |  |                                         |  |
| Robert Bruce, VI signore di Annandale |                    | Isobel di Huntingdon                            |                                            |  |  |       |  |  |                                       |  |  |                                         |  |
|                                       |                    | Gilberto di Clare, V conte di Gloucester        | Richard de Clare, III conte di Hertford    |  |  |       |  |  |                                       |  |  |                                         |  |
|                                       |                    | Gilberto di Clare, V conte di Gloucester        | Richard de Clare, III conte di Hertford    |  |  |       |  |  |                                       |  |  |                                         |  |
|                                       |                    | Gilberto di Clare, V conte di Gloucester        | Amice FitzRobert                           |  |  |       |  |  |                                       |  |  |                                         |  |
| Isabella di Clare                     |                    | Gilberto di Clare, V conte di Gloucester        |                                            |  |  |       |  |  |                                       |  |  |                                         |  |
|                                       |                    | Isabella di Pembroke                            | Guglielmo il Maresciallo                   |  |  |       |  |  |                                       |  |  |                                         |  |
|                                       |                    | Isabella di Pembroke                            | Guglielmo il Maresciallo                   |  |  |       |  |  |                                       |  |  |                                         |  |
|                                       |                    | Isabella di Pembroke                            | Isabella di Clare, IV contessa di Pembroke |  |  |       |  |  |                                       |  |  |                                         |  |
| Nigel Bruce                           |                    | Isabella di Pembroke                            |                                            |  |  |       |  |  |                                       |  |  |                                         |  |
|                                       | Cailean di Carrick | Donnchadh, conte di Carrick                     |                                            |  |  |       |  |  |                                       |  |  |                                         |  |
|                                       | Cailean di Carrick | Donnchadh, conte di Carrick                     |                                            |  |  |       |  |  |                                       |  |  |                                         |  |
|                                       | Cailean di Carrick | Avelina FitzWalter                              |                                            |  |  |       |  |  |                                       |  |  |                                         |  |
| Niall, conte di Carrick               | Cailean di Carrick |                                                 |                                            |  |  |       |  |  |                                       |  |  |                                         |  |
|                                       |                    | una figlia di Niall Ruadh Ó Néill               | Niall Ruadh Ó Néill                        |  |  |       |  |  |                                       |  |  |                                         |  |
|                                       |                    | una figlia di Niall Ruadh Ó Néill               | Niall Ruadh Ó Néill                        |  |  |       |  |  |                                       |  |  |                                         |  |
|                                       |                    | una figlia di Niall Ruadh Ó Néill               | …                                          |  |  |       |  |  |                                       |  |  |                                         |  |
| Marjorie, Contessa di Carrick         |                    | una figlia di Niall Ruadh Ó Néill               |                                            |  |  |       |  |  |                                       |  |  |                                         |  |
|                                       |                    | Walter Stewart, III Grande Intendente di Scozia | Alan fitz Walter                           |  |  |       |  |  |                                       |  |  |                                         |  |
|                                       |                    | Walter Stewart, III Grande Intendente di Scozia | Alan fitz Walter                           |  |  |       |  |  |                                       |  |  |                                         |  |
|                                       |                    | Walter Stewart, III Grande Intendente di Scozia | incerta                                    |  |  |       |  |  |                                       |  |  |                                         |  |
| Margaret Stewart                      |                    | Walter Stewart, III Grande Intendente di Scozia |                                            |  |  |       |  |  |                                       |  |  |                                         |  |
|                                       |                    | Bethóc di Angus                                 | Gille Críst, conte di Angus                |  |  |       |  |  |                                       |  |  |                                         |  |
|                                       |                    | Bethóc di Angus                                 | Gille Críst, conte di Angus                |  |  |       |  |  |                                       |  |  |                                         |  |
|                                       |                    | Bethóc di Angus                                 | Marjorie di Huntingdon                     |  |  |       |  |  |                                       |  |  |                                         |  |
|                                       |                    | Bethóc di Angus                                 |                                            |  |  |       |  |  |                                       |  |  |                                         |  |